# Ułowo
Ułowo (niem. Auhof) – osada pofolwarczna w Polsce położona w województwie warmińsko-mazurskim, w powiecie braniewskim, w gminie Braniewo.
W latach 1975–1998 miejscowość administracyjnie należała do województwa elbląskiego.
- Ułowo. braniewo-ug.bil-wm.pl. [zarchiwizowane z tego adresu (2007-09-30)].